# Landkreis Rhön-Grabfeld

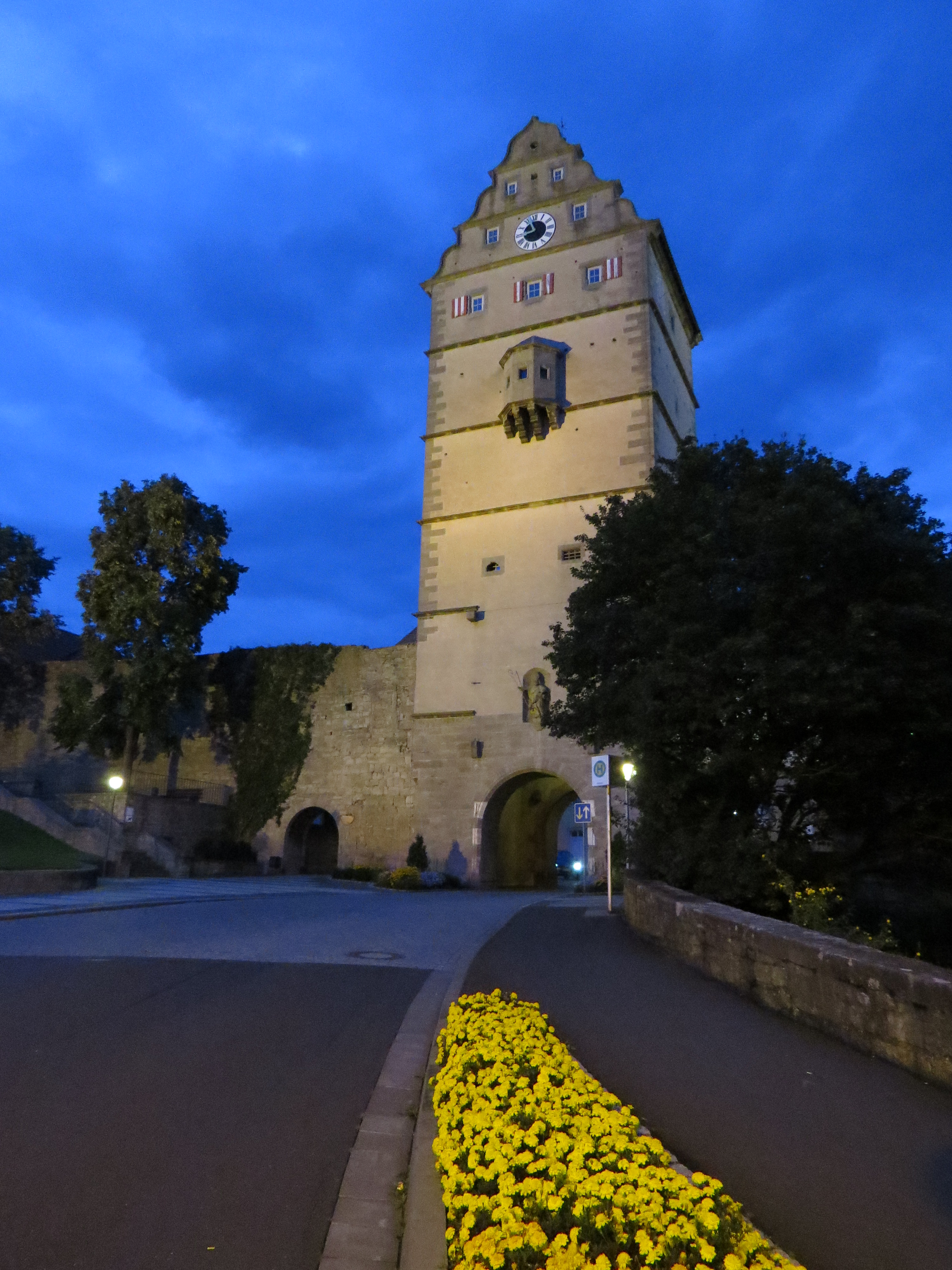
Hohntor in Bad Neustadt an der Saale

Der Landkreis Rhön-Grabfeld ist der nördlichste Landkreis des Freistaats Bayern. Er liegt im Regierungsbezirk Unterfranken. Kreisstadt ist Bad Neustadt an der Saale. Der Landkreis ist Mitglied der Regiopolregion Mainfranken.

## Geographie

### Lage
Der Landkreis liegt nördlich von Schweinfurt. Das Kreisgebiet hat, wie der Name bereits besagt, Anteil an der Rhön und der Landschaft Grabfeld. Die Rhön umfasst den Westen des Kreisgebiets. Dort liegt auch die höchste Erhebung des Kreises, der Kreuzberg (928 m ü. NHN). Das Grabfeld ist eine flachwellige Hügellandschaft östlich der Kreisstadt Bad Neustadt an der Saale. Bedeutendster Fluss des Kreises ist die Fränkische Saale, die im Osten des Kreises in zwei Quellen bei Trappstadt und Obereßfeld entspringt und im Grabfeld und am Ostrand der Rhön das Kreisgebiet von Ost nach West durchzieht, ehe sie es südwestlich von Bad Neustadt verlässt. Sie nimmt bei Heustreu die Streu und in Bad Neustadt die Brend auf, zwei kleine Flüsse, die in der Rhön entspringen.

### Nachbarkreise
Der Landkreis grenzt im Uhrzeigersinn im Norden beginnend an die Landkreise Schmalkalden-Meiningen und Hildburghausen (beide in Thüringen), Haßberge, Schweinfurt und Bad Kissingen (alle in Bayern) sowie Fulda (in Hessen).

## Geschichte

### Landgerichte
Der Großteil des heutigen Kreisgebiets gehörte vor 1800 zum Hochstift Würzburg. 1803 kam das Gebiet zu Bayern. 1804 wurden die Landgerichte Bischofsheim, Hofheim, Königshofen, Mellrichstadt und Neustadt an der Saale eingerichtet. Sie gehörten ab 1817 zum Untermainkreis, der 1838 in Unterfranken und Aschaffenburg (später nur noch Unterfranken) umbenannt wurde.

### Bezirksämter
Im Jahr 1862 wurde aus den Landgerichten Neustadt und Bischofsheim das Bezirksamt Neustadt, aus den Landgerichten Königshofen und Hofheim das Bezirksamt Königshofen im Grabfeld und aus dem Landgericht Mellrichstadt das gleichnamige Bezirksamt. Im Jahr 1900 wurde das Gebiet um Hofheim vom Bezirksamt Königshofen getrennt und zum eigenständigen Bezirksamt erklärt. Dieses wurde 1920 um Teile des ehemaligen Fürstentums Coburg erweitert, nachdem dieses zu Bayern gekommen war; es gehört heute zum Landkreis Haßberge. Das Bezirksamt Neustadt wurde 1934 in Bad Neustadt an der Saale umbenannt, nachdem die Stadt das Prädikat Bad von der eingegliederten Gemeinde Bad Neuhaus übernommen hatte.

### Landkreise
Am 1. Januar 1939 wurde wie sonst überall im Deutschen Reich die Bezeichnung Landkreis eingeführt. So wurden aus den Bezirksämtern die Landkreise Bad Neustadt an der Saale, Königshofen im Grabfeld und Mellrichstadt.
1947 wurde der Landkreis Mellrichstadt um einige Gemeinden Thüringens erweitert (Exklave Ostheim vor der Rhön).

### Landkreis Bad Neustadt an der Saale
Im Rahmen der Gebietsreform wurde der Landkreis Bad Neustadt an der Saale am 1. Juli 1972 um die aufgelösten Landkreise Mellrichstadt und Königshofen im Grabfeld sowie die Gemeinde Strahlungen des Landkreises Bad Kissingen erweitert. Zum 1. Mai 1973 wurde er in Landkreis Rhön-Grabfeld umbenannt.
Am 1. Mai 1978 wechselte die Gemeinde Burglauer aus dem Landkreis Bad Kissingen in den Landkreis Rhön-Grabfeld.

### Einwohnerentwicklung
Von 1988 bis 2008 wuchs der Landkreis Rhön-Grabfeld um knapp 6000 Einwohner bzw. um rund acht Prozent. Seit 2000 ist die Tendenz nach einem Höchststand von rd. 87.000 Einwohnern rückläufig.
Im Zeitraum 1988 bis 2018 stieg die Einwohnerzahl des Landkreises von 78.027 auf 79.690 um 1.663 Einwohner bzw. verblieb ein Plus von 2,1 %. 20 der 37 Gemeinden hatten 2018 weniger Einwohner als 30 Jahre zuvor.
Die nachfolgenden Zahlen beziehen sich auf den Gebietsstand vom 25. Mai 1987:
| Bevölkerungsentwicklung | Bevölkerungsentwicklung | Bevölkerungsentwicklung | Bevölkerungsentwicklung | Bevölkerungsentwicklung | Bevölkerungsentwicklung | Bevölkerungsentwicklung | Bevölkerungsentwicklung | Bevölkerungsentwicklung | Bevölkerungsentwicklung | Bevölkerungsentwicklung | Bevölkerungsentwicklung | Bevölkerungsentwicklung | Bevölkerungsentwicklung | Bevölkerungsentwicklung |
| ----------------------- | ----------------------- | ----------------------- | ----------------------- | ----------------------- | ----------------------- | ----------------------- | ----------------------- | ----------------------- | ----------------------- | ----------------------- | ----------------------- | ----------------------- | ----------------------- | ----------------------- |
| Jahr                    | 1840                    | 1900                    | 1939                    | 1950                    | 1961                    | 1970                    | 1987                    | 1991                    | 1995                    | 2000                    | 2005                    | 2010                    | 2015                    | 2020                    |
| Einwohner               | 53.305                  | 53.028                  | 59.216                  | 79.359                  | 75.585                  | 79.504                  | 77.197                  | 82.516                  | 86.269                  | 86.609                  | 86.094                  | 82.916                  | 79.723                  | 79.510                  |

## Politik

### Kreistag
Der Kreistag besteht aus 60 Mitgliedern.
Die Kreistagswahl am 15. März 2020 führte entsprechend dem Ergebnis zu folgender Sitzverteilung:
| Kreistagswahl 2020Wahlbeteiligung: 66,6 % (+3,0 %) %50403020100 46,020,814,08,25,53,02,5 CSUFWGrüneSPDWAKeFDPLinkeGewinne und Verlusteim Vergleich zu 2014 %p 6 4 2 0 −2 −4 −6−3,9+2,1+4,5−5,6+0,8−0,5+2,5CSUFWGrüneSPDWAKFDPLinkeAnmerkungen:e Wählerinitiative Altlandkreis Königshofen | Sitzverteilung im Kreistag Rhön-Grabfeld seit 2020Insgesamt 60 Sitze - Linke: 1 - SPD: 5 - Grüne: 8 - WAK: 3 - FDP: 2 - FW: 13 - CSU: 28 |

| Parteien und Wählergemeinschaften | Parteien und Wählergemeinschaften                       | 2020   | 2020   | 2014   | 2014   | 2008   | 2008   | 2002   | 2002   | 1996   | 1996   |
| Parteien und Wählergemeinschaften | Parteien und Wählergemeinschaften                       | %      | Sitze  | %      | Sitze  | %      | Sitze  | %      | Sitze  | %      | Sitze  |
| --------------------------------- | ------------------------------------------------------- | ------ | ------ | ------ | ------ | ------ | ------ | ------ | ------ | ------ | ------ |
| CSU                               | Christlich-Soziale Union in Bayern                      | 46,0   | 28     | 49,9   | 30     | 51,6   | 32     | 53,9   | 34     | 52,3   | 33     |
| FW                                | Freie Wähler Bayern                                     | 20,8   | 13     | 18,7   | 11     | 0–     | 0–     | 19,0   | 11     | 0–     | 0–     |
| Grüne                             | Grüne Bayern                                            | 14,0   | 08     | 9,5    | 06     | 6,4    | 04     | 6,2    | 03     | 8,3    | 05     |
| SPD                               | SPD Bayern                                              | 8,2    | 05     | 13,8   | 08     | 13,8   | 08     | 14,6   | 09     | 17,4   | 10     |
| WAK                               | Wählerinitiative Altlandkreis Königshofen               | 5,5    | 03     | 4,7    | 03     | 4,7    | 02     | 3,2    | 02     | 0–     | 0–     |
| FDP                               | FDP Bayern                                              | 3,0    | 02     | 3,5    | 02     | 4,0    | 02     | 0–     | 0–     | 0–     | 0–     |
| Linke                             | Die Linke Bayern                                        | 2,5    | 01     | 0–     | 0–     | 0–     | 0–     | 0–     | 0–     | 0–     | 0–     |
| FWG                               | Freie Wählergemeinschaft                                | 0–     | 0–     | 0–     | 0–     | 19,5   | 12     | 0–     | 0–     | 16,7   | 10     |
| FDP/FB                            | FDP Bayern/Freie Bürger                                 | 0–     | 0–     | 0–     | 0–     | 0–     | 0–     | 3,2    | 01     | 2,3    | 01     |
| WWIK                              | Wählerinitiative zur Wahrung der Interessen Königshofen | 0–     | 0–     | 0–     | 0–     | 0–     | 0–     | 0–     | 0–     | 3,1    | 01     |
| gesamt                            | gesamt                                                  | 100,0  | 60     | 100,1  | 60     | 100,0  | 60     | 100,1  | 60     | 100,1  | 60     |
| Wahlbeteiligung                   | Wahlbeteiligung                                         | 66,6 % | 66,6 % | 63,6 % | 63,6 % | 68,5 % | 68,5 % | 70,5 % | 70,5 % | 76,0 % | 76,0 % |

### Landrat

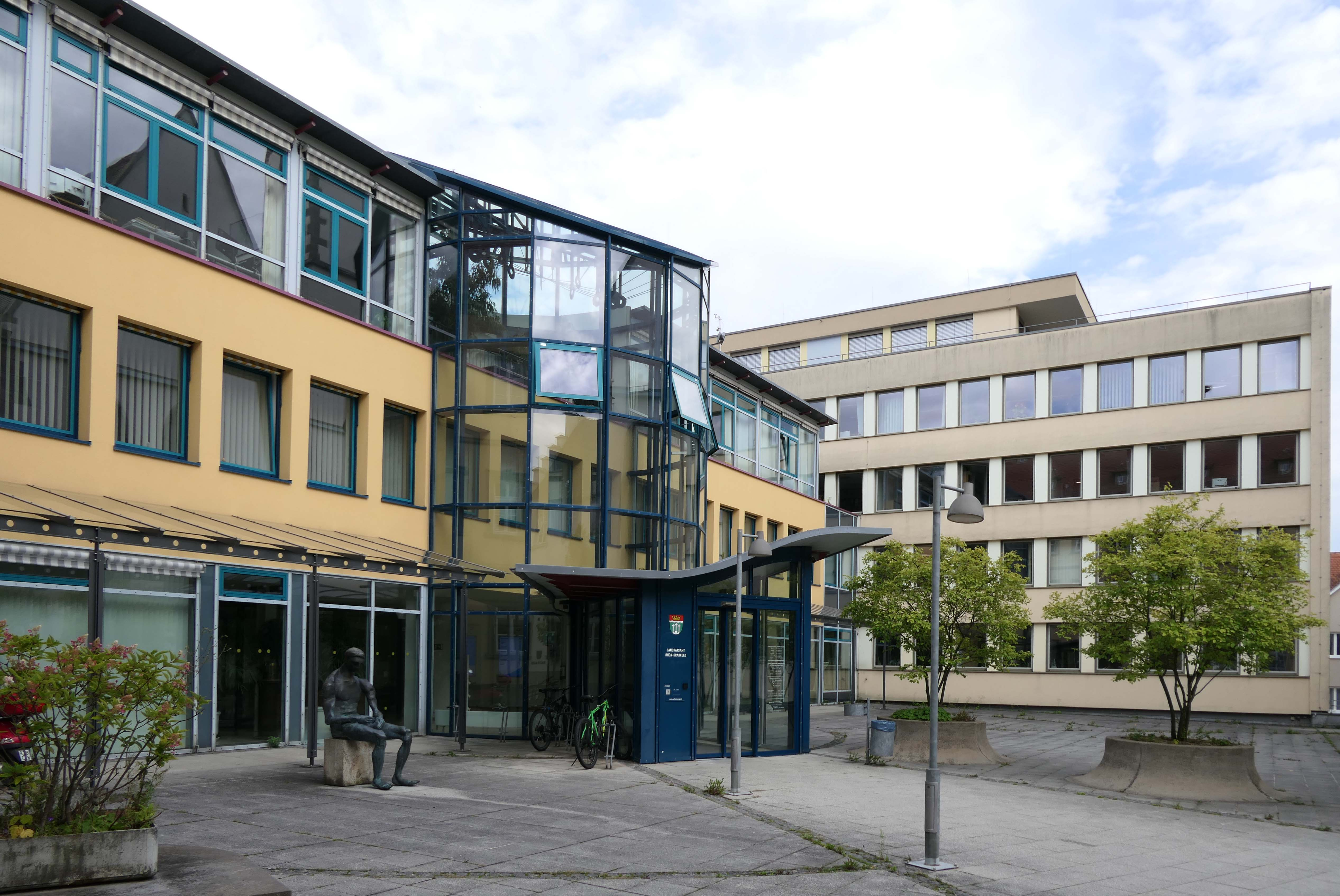
Landratsamt Rhön-Grabfeld in Bad Neustadt an der Saale

- 1972–1976: Karl Grünewald, FW
- 1976–2003: Fritz Steigerwald, CSU[6]
- seit 2003: Thomas Habermann, CSU[7][8]

### Wappen
| Wappen des Landkreises Rhön-Grabfeld | Blasonierung: „Durch einen erhöhten silbernen Wellenbalken geteilt von Rot und Grün; oben eine goldene Laubkrone, unten auf silbernem Dreiberg drei silberne Kreuze.“ |
| Wappen des Landkreises Rhön-Grabfeld | Wappenbegründung: Das im Jahr 1976 eingeführte Wappen des Landkreises Rhön-Grabfeld besteht aus zwei Hälften, die durch ein silbernes waagrechtes Wellenband getrennt sind. Die obere Hälfte zeigt eine Krone auf rotem Grund, die untere Hälfte zeigt drei Kreuze auf grünen Grund, was Bezug auf das Wahrzeichen der Rhön, den Kreuzberg, nimmt. Das silberne Band symbolisiert die Fränkische Saale, die grüne Farbe den Waldreichtum. Es wurde vom Grafiker Ossi Krapf geschaffen. |

## Wirtschaft und Infrastruktur
Im Zukunftsatlas 2016 belegte der Landkreis Rhön-Grabfeld Platz 122 von 402 Landkreisen, Kommunalverbänden und kreisfreien Städten in Deutschland und zählt damit zu den Regionen mit „Zukunftschancen“.

### Verkehr

#### Schienenverkehr
Die Königlich Bayerischen Staats-Eisenbahnen haben sämtliche Bahnstrecken im Landkreis gebaut. Es begann 1874 mit der Hauptbahn Bahnstrecke Schweinfurt–Bad Neustadt–Meiningen, die nach dem Zweiten Weltkrieg bei Mellrichstadt von der Innerdeutschen Grenze unterbrochen war und seit dem Lückenschluss 1991 wieder durchgehend befahren wird.
Von Bad Neustadt wurde 1885 eine Lokalbahn in die Rhön nach Bischofsheim und 1893 ins Grabfeld nach Bad Königshofen eröffnet. Eine weitere Stichbahn verkehrte seit 1898 von Mellrichstadt über Ostheim vor der Rhön nach Fladungen. Nach dem Ende des Personenverkehrs 1976 und des Güterverkehrs 1987 wurde sie 2000 als Museumsbahn (Rhön-Zügle) zu neuem Leben erweckt.
Der reguläre Personenverkehr auf 60 Kilometer Nebenbahnen wurde eingestellt:
- 1976: Bad Neustadt–Bad Königshofen 23 km
- 1976: Mellrichstadt–Fladungen 18 km
- 1989: Bad Neustadt–Bischofsheim 19 km.

Nur die Hauptbahn mit 27 km Länge und drei Stationen (Bad Neustadt an der Saale, Burglauer und Mellrichstadt Bahnhof) wird von der Deutschen Bahn und dem UnterfrankenShuttle der Erfurter Bahn im Personennahverkehr befahren.

#### Straße
Durch den Landkreis verläuft in Nord-Süd-Richtung die Bundesautobahn 71 (Abschnitt Suhl–Schweinfurt). Außerdem dienen die Bundesstraßen 278, 279 und 285 dem überörtlichen Verkehr.

### Banken
Im Landkreis gibt es zwei selbständige Banken.
- Sparkasse Bad Neustadt a. d. Saale
- VR-Bank Main-Rhön eG

Des Weiteren haben diese Banken Zweigstellen im Landkreis:
- Raiffeisenbank im Grabfeld eG
- Zweigniederlassung der Deutschen Bank

### Demographischer Wandel

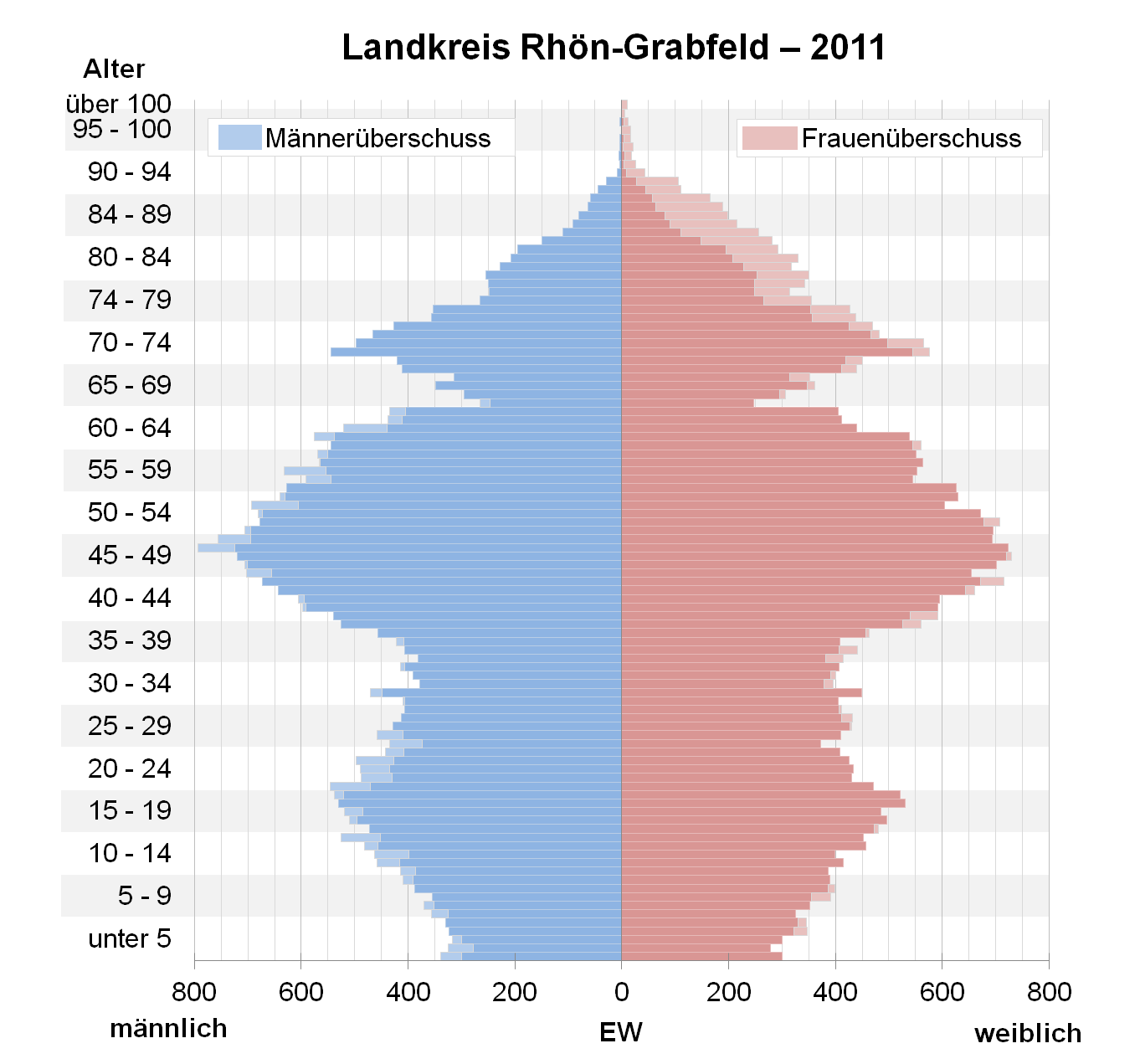
Bevölkerungspyramide für den Kreis Rhön-Grabfeld (Datenquelle: Zensus 2011.)

Für den bayerischen Teil des Grabfelds wurde 2010 von Schülern der Volksschule in Bad Königshofen eine Bevölkerungsprognose erstellt und als Grundlage für politische Entscheidungen vorgestellt. Sie erläutert die Folgen der Bevölkerungsentwicklung und zeigt Maßnahmen auf, wie auf den zukünftig höheren Anteil älterer Bewohner bei gleichzeitigem deutlichen Rückgang jüngerer Menschen reagiert werden kann.

### Informationstechnische Breitbandinfrastruktur
Im November 2010 hat der Kreistag ein Angebot der Deutschen Telekom zum Breitbandausbau des Landkreises angenommen. Der Ausbau wird auf einem Glasfasernetz basieren (fiber to the curb). An den örtlichen Kabelverzweigern werden DSL-AMs eingerichtet, die per Lichtwellenleiter an das Backbone der Telekom angeschlossen sind. Die letzte Meile wird über die bestehenden zweiadrigen Kupferleitungen per DSL realisiert. Das Konzept sieht vor, in 24 Gemeinden die Kabelverzweiger um DSL-AMs zu erweitern, wodurch eine  Verbesserung der Breitbandversorgung im gesamten Landkreis erreicht wird.
Rhön-Grabfeld ist damit der erste Landkreis in Deutschland, der auf diese Weise erschlossen wird.

## Gemeinden
(Einwohner am 31. Dezember 2024)

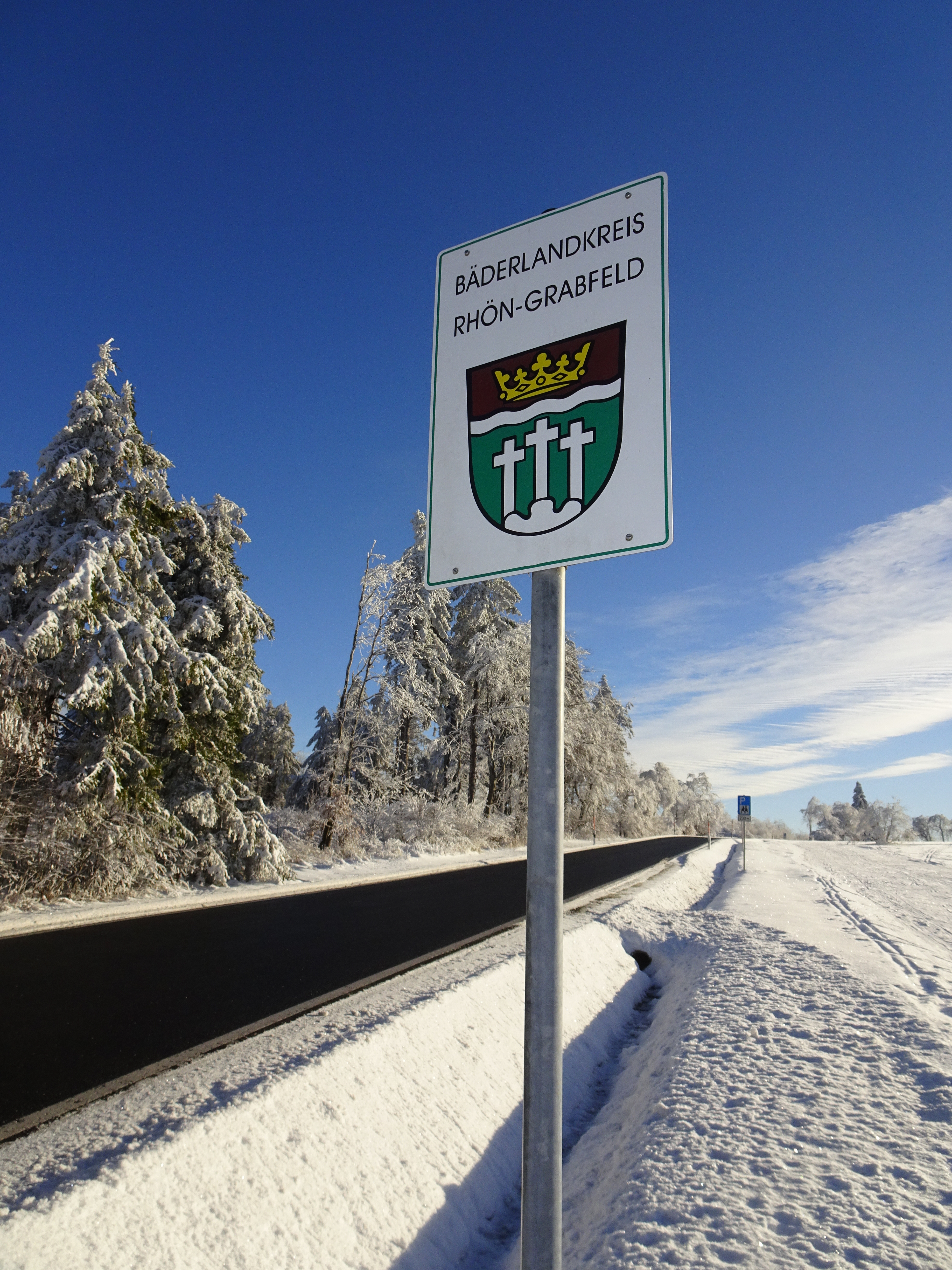
Landkreis Rhön-Grabfeld

| Städte 1. Bad Königshofen i.Grabfeld (6034) 2. Bad Neustadt a.d.Saale (Kreisstadt) (15.434) 3. Bischofsheim i.d.Rhön (4755) 4. Fladungen (2092) 5. Mellrichstadt (5530) 6. Ostheim v.d.Rhön (3344) Märkte 1. Oberelsbach (2647) 2. Saal a.d.Saale (1559) 3. Trappstadt (881) Gemeindefreie Gebiete (79,49 km²) 1. Bundorfer Forst (18,06 km²) 2. Burgwallbacher Forst (16,18 km²) 3. Forst Schmalwasser-Nord (1,69 km²) 4. Forst Schmalwasser-Süd (14,31 km²) 5. Mellrichstadter Forst (4,14 km²) 6. Steinacher Forst rechts der Saale (19,85 km²) 7. Sulzfelder Forst (2,54 km²) 8. Weigler (2,73 km²) | Weitere Gemeinden 1. Aubstadt (731) 2. Bastheim (1960) 3. Burglauer (1730) 4. Großbardorf (931) 5. Großeibstadt (1036) 6. Hausen (690) 7. Hendungen (833) 8. Herbstadt (614) 9. Heustreu (1269) 10. Höchheim (1044) 11. Hohenroth (3562) 12. Hollstadt (1496) 13. Niederlauer (1645) 14. Nordheim v.d.Rhön (1046) 15. Oberstreu (1482) 16. Rödelmaier (956) 17. Salz (2287) 18. Sandberg (2329) 19. Schönau a.d.Brend (1196) 20. Sondheim v.d.Rhön (916) 21. Stockheim (1025) 22. Strahlungen (965) 23. Sulzdorf a.d.Lederhecke (1142) 24. Sulzfeld (1751) 25. Unsleben (955) 26. Willmars (555) 27. Wollbach (1420) 28. Wülfershausen a.d.Saale (1533) | Verwaltungsgemeinschaften 1. Bad Königshofen i.Grabfeld (mit Sitz in Bad Königshofen i.Grabfeld; Mitgliedsgemeinden: Markt Trappstadt, Gemeinden Aubstadt, Großbardorf, Herbstadt, Höchheim, Sulzdorf a.d.Lederhecke und Sulzfeld) 2. Bad Neustadt a.d.Saale (mit Sitz in Bad Neustadt a.d.Saale; Mitgliedsgemeinden: Burglauer, Hohenroth, Niederlauer, Rödelmaier, Salz, Schönau a.d.Brend und Strahlungen) 3. Fladungen (Stadt Fladungen, Gemeinden Hausen und Nordheim v.d.Rhön) 4. Heustreu (Gemeinden Heustreu, Hollstadt, Unsleben und Wollbach) 5. Mellrichstadt (Stadt Mellrichstadt, Gemeinden Bastheim, Hendungen, Oberstreu und Stockheim) 6. Ostheim v.d.Rhön (Stadt Ostheim v.d.Rhön, Gemeinden Sondheim v.d.Rhön und Willmars) 7. Saal a.d.Saale (Markt Saal a.d.Saale, Gemeinden Großeibstadt und Wülfershausen a.d.Saale) |

## Museen und Ausstellungen
- Museen in der Schranne, Bad Königshofen im Grabfeld
  - Archäologisches Museum, Bad Königshofen im Grabfeld
  - Museum für Grenzgänger, Bad Königshofen im Grabfeld
- Turmmuseum in der Stadtpfarrkirche Mariä Himmelfahrt, Bad Königshofen im Grabfeld
- Dorfmuseum Untereßfeld, Bad Königshofen im Grabfeld (Untereßfeld)
- Bruder-Franz-Haus Kreuzberg, Bischofsheim in der Rhön (Klosterkreuzberg)
- Fränkisches Freilandmuseum Fladungen, Fladungen
- Rhönmuseum, Fladungen
- Dokumentationszentrum Hainbergkaserne, Mellrichstadt
- Heimatmuseum im Salzhaus, Mellrichstadt
- Kloster Wechterswinkel, Bastheim (Wechterswinkel)
- Kreisgalerie Mellrichstadt, Mellrichstadt
- Schloss Wolzogen, Mellrichstadt (Mühlfeld)
- Museum „Lebendige Kirchenburg“, Ostheim vor der Rhön
- Orgelbaumuseum, Ostheim vor der Rhön

## Grabfeldrallye
Einmal im Jahr wird der südöstliche Teil des Landkreises Rhön-Grabfeld zum Austragungsort der Grabfeldrallye des AMC Bad Königshofen i. Grabfeld e. V. Sie ist eines der wohl wichtigsten Großereignisse im gesamten Landkreis. Dreh- und Angelpunkt der „Grabfeld“, wie sie von den Aktiven und Fans genannt wird, ist die Gemeinde Sulzdorf an der Lederhecke ganz im Südosten des Bäderlandkreises Rhön-Grabfeld. Die Rallye findet seit 1994 jährlich Ende Juni oder Anfang Juli statt und wird größtenteils im Altlandkreis Bad Königshofen im Grabfeld ausgetragen. Aber auch im angrenzenden Altlandkreis Mellrichstadt und auf der Thüringer Seite des Grabfeldes (Landkreise Hildburghausen und Schmalkalden-Meiningen) sowie im nördlichen Landkreis Haßberge sind und waren schon Wertungsprüfungen zu bewältigen.
Durch den großen Rückhalt der Bevölkerung, der Anlieger, Landwirte und Jagdpächter sowie der Politik hat sich die Grabfeldrallye zur teilnehmerstärksten Automobilrallye-Veranstaltung in Deutschland entwickelt. Die Jubiläumsveranstaltung im Sommer 2013 besuchten über 10.000 Zuschauer und ein Rekordteilnehmerfeld von mehr als 250 Startern aus dem In- und Ausland, damit ist die Grabfeldrallye inzwischen zu den größten Motorsportveranstaltungen ihrer Art in ganz Europa aufgestiegen. Die sehr anspruchsvollen Strecken im Grabfeld und in den Haßbergen sowie die Siegerehrung im Rallyezelt auf dem Sportplatz von Sulzdorf an der Lederhecke geben der Veranstaltung ihren legendären Ruf in Motorsportkreisen.
Zur 25. Grabfeldrallye im Jahr 2018 wechselte sie ihren Dachverband und findet seitdem unter dem Dach des deutschen Amateurmotorsportverbandes Rallye Supercup e. V. statt.

## Schutzgebiete
Im Landkreis gibt es 20 Naturschutzgebiete, zwei Landschaftsschutzgebiete, 19 FFH-Gebiete und 29 vom Bayerischen Landesamt für Umwelt ausgewiesene Geotope (Stand August 2016).
Siehe auch:
- Liste der Naturschutzgebiete im Landkreis Rhön-Grabfeld
- Liste der Landschaftsschutzgebiete im Landkreis Rhön-Grabfeld
- Liste der FFH-Gebiete im Landkreis Rhön-Grabfeld
- Liste der Geotope im Landkreis Rhön-Grabfeld

## Kfz-Kennzeichen
Am 2. Mai 1973 wurde dem Landkreis das seit dem 1. Juli 1956 für den Landkreis Bad Neustadt an der Saale gültige Unterscheidungszeichen NES zugewiesen. Es wird durchgängig bis heute ausgegeben. Seit dem 10. Juli 2013 sind aufgrund der Kennzeichenliberalisierung auch die Unterscheidungszeichen KÖN (Bad Königshofen im Grabfeld) und MET (Mellrichstadt) erhältlich.

## Dialekte im Kreisgebiet
Im Osten des Landkreises werden überwiegend Mundarten des Grabfeldischen gesprochen, das zu den mainfränkischen Dialekten gehört. Im Westen jedoch ist das Rhöner Platt verbreitet.